# Жан Кретјен
Жозеф Жак Жан Кретјен (фр. Joseph Jacques Jean Chrétien; Шавиниган, 11. јануар 1934) је бивши канадски политичар који је био 20. премијер Канаде. На овом месту се налазио више од десет година, од 4. новембра 1993. године до 12. децембра 2003. године.
Кретјен је дипломирао право на Универзитету Лавал. Први пут је изабран у Дом комуна Канаде 1963. године. Био је на челу бројних министарстава у владама премијера Пјера Трудоа, као министар правде, министар финансија и министар за индијанска питања и развој Севера. Такође је био потпредседник Владе за време краткотрајне владе Џона Тернера. Године 1990. је постао лидер Либералне партије Канаде и водио је ову партију до победе на савезним изборима 1993. године после чега је постао премијер. Поново је изабран за премијера после избора 1997. године и 2000. године.
Кретјен се снажно противио покрету за независност Квебека и подржавао је политику званичне двојезичности и мултикултурализма. За време његове прве владе, одржан је други референдум о незавиности Квебека, на коме је покрет за целовитост Канаде извојевао тесну победу. Иако његова популарност, као и популарност Либералне партије, била неспорна после три узастопне победе, Кретјен се нашао у центру неколико политичких скандала у каснијим годинама своје премијерске каријере. Оптужен је за недолично понашање у Скандалу о спонзорисању Квебека, мада је Кретјен порицао своју одговорност. Такође је постао уплетен у дуготрајне унутрашње борбе у Либералној партији против дугогодишњег политичког ривала Пола Мартина. Кретјен је поднео оставку на место премијера у децембру 2003. године и повукао се из јавног живота.

## Галерија
- Жан Кретјен, 1980. године
- Кретјен са владиком канадским Георгијем, патријархом Павлом и патријархом Иринејем, 1994. године